# تاریخچه آزمایش جانوران

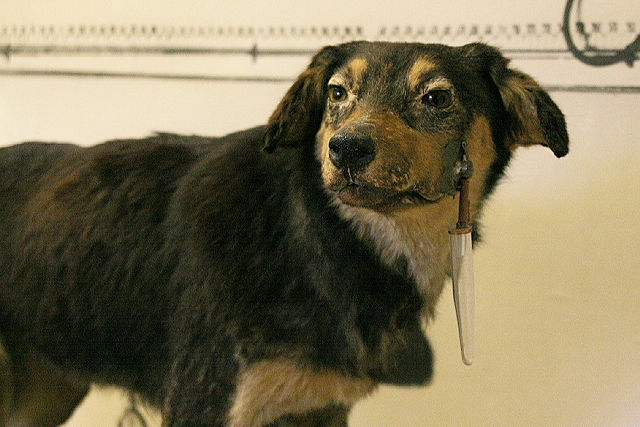
یکی از سگ‌های پاولوف با ابزار آزمایش، موزه پاولوف ۲۰۰۵

تاریخچه آزمایش جانوران (به انگلیسی: history of animal testing)، به تاریخچۀ انجام هر نوع آزمایش روی جانوران اهلی و وحشی اشاره دارد. بر اساس نوشته‌های يونانيان باستان، در قرن‌های چهارم و سوم BCE، با ارسطو (۳۸۴-۳۲۲ BCE) و ارسیستراتوس (۳۰۴-۲۵۸ BCE) یکی از اولین مستندات برای انجام آزمایشات روی جانوران غیرانسانی است.

## نخستین آزمایش‌های تجربی
روش‌های آزمایش‌های تجربی در قرن ۱۷ توسط گالیله و بیکن کشف شدند. تا قبل از قرن ۱۷ کالبدگشایی جانور زنده به‌طور محدود انجام می‌گرفت. قرن ۱۷ آغاز پیشرفت‌های علمی در زمینه طب و فیزیک و شیمی بود. بیکن اصرار زیادی روی استفاده از جانور زنده در تحقیقات داشت. در آن زمان در انگلیس و فرانسه این کار بسیار رواج شد. آن‌ها اعتقاد داشتند که جانور درد را درک نمی‌کند؛ دکارت، فیلسوف فرانسوی، جانوران را به ماشینی تشبیه کرد که فریاد آن‌ها چیزی بیش از صدای تیک تیک ساعت معنا نداشت.

## قرن ۱۹
در قرن ۱۹ با انقلاب صنعتی که رخ داد انجام آزمایش‌ها شدت گرفت. محققان به‌طور تمام وقت در آزمایشگاه‌های مخصوص جانوران به کار گرفته شدند. دو فیزیولوژیست فرانسوی به نام‌های ماگندی و کلود برنارد روش‌های جدید علمی با استفاده از جانور را ابداع و رایج کردند.
در همین زمان بود که جنبش‌های ضد کالبدگشایی موجود زنده در انگلستان به‌طور رسمی شکل گرفت. اکثر آزمایش‌های ماگندا پیش از سال ۱۸۴۶ انجام می‌شد که هنوز داروی بی‌حسی کشف‌نشده بود. او هیچ احتیاط و محدودیتی در ایجاد درد در جانور در نظر نمی‌گرفت. اغلب آزمایش‌ها در انظار عموم تکرار می‌شد. هدف آزمایش‌های او بررسی کار سیستم عصبی و جذب سموم از بافت‌های بدن بود. در یکی از نمایش‌ها که در لندن انجام می‌داد آنقدر جانور را دچار زجر و درد و شکنجه کرد که صدای خشم و اعتراض مردم در آمد. این اتفاق منجر شد به اینکه مجلس انگلیس به فکر ایجاد قوانینی برای کنترل آزمایش روی جانور افتاد که البته ۵۰ سال بعد این قانون تصویب شد.

## گزارش دانشکده دامپزشکی نزدیک پاریس
نه تنها مردم بلکه دانشمندانی مانند چارلز بل اناتومیست انگلیسی نیز با کارهای ماگندا مخالفت کردند. در سال ۱۸۳۹ در London medical Gazette بحث اخلاقی کردن آزمایش‌ها و نظریه نوین روش‌های جایگزین مطرح شد. در سال ۱۸۹۰ یک پزشک انگلیسی به نام Alfred perry از دانشکده دامپزشکی نزدیک پاریس دیدن کرد و گزارشی در The lancet به این قرار نوشت:
دانشجویان مهارت‌های جراحی را روی اسب‌هایی که به‌هوش بودند انجام می‌دادند. اسب‌ها و قاطرهای از کار افتاده را هر هفته از ۹ صبح با جراحی‌های کوچک‌تر از ناحیه گردن و پا و دم شروع کرده تا اواسط روز به جراحی‌های جدی‌تر مانند قطع اعصاب و سوزاندن با آهن داغ و برداشتن سنگ می‌رسیدند. کلاس تا ۵ عصر ادامه داشت و در آخر اگر جانور از درد و خون‌ریزی نمرده بود، او را به داخل حیاط کشیده و از بین می‌بردند.
پری معتقد بود که انجام این کارها دانشجو را سنگدل و وحشی و از لحاظِ اخلاقی فاسد می‌کند. بعد از اعتراض پری، تا مدتی آکادمی طب فرانسه دستور داد تا دانشجوها روی اسب‌های مرده تمرین کنند. البته این دستور بعداً لغو شد.
نخستین کتاب مربوط به آزمایشگاه‌های فیزیولوژی به نام Hand book for the physiologists در ۱۸۷۳ به چاپ رسید که حاکی از استفاده گسترده از جانوران در آزمایش‌ها بود که با اعتراض شدید مردم روبرو شد.

## پیمان‌نامه هلسینکی
پیمان نامه هلسینکی که به دنبال افشای جنایات هولناک آلمان‌ها در آزمایش بر روی انسان، در سال ۱۹۶۴ میلادی به تصویب رسیده و هرگونه آزمایش بر روی گونه بشر را بدون انجام آزمایش‌های اولیه بر روی جانوران، در بعد بین‌المللی قدغن اعلام کرده‌است.